# Khoảnh khắc (thời gian)
Khoảnh khắc (momentum) là một đơn vị thời gian thời trung cổ. Chuyển động của một cái bóng trên đồng hồ Mặt Trời gồm 40 khoảnh khắc trong một giờ mặt trời. Một giờ trong trường hợp này có nghĩa là một phần mười hai của khoảng thời gian giữa Mặt Trời mọc và Mặt Trời lặn. Độ dài của một thời gian mặt trời phụ thuộc vào độ dài của ngày, thay đổi theo mùa, vì vậy độ dài của một khoảnh khắc trong các giây hiện đại không cố định, nhưng trung bình, một khoảnh khắc tương ứng với 90 giây. Một ngày được chia thành 24 giờ với cả độ dài bằng nhau và không bằng nhau, trước đây được gọi là tự nhiên hoặc xích đạo và hậu nhân tạo. Giờ được chia thành bốn puncta (một phần tư giờ), mười minuta hoặc 40 momenta.
Đơn vị này được sử dụng bởi các nhà tính toán thời trung cổ trước khi giới thiệu đồng hồ cơ và hệ lục thập phân vào cuối thế kỷ 13. Các đơn vị sẽ không được sử dụng trong cuộc sống hàng ngày. Đối với những người bình dân thời trung cổ, điểm đánh dấu chính của thời gian là lời kêu gọi cầu nguyện trong khoảng thời gian trong ngày.
Tài liệu tham khảo sớm nhất mà chúng ta có đến thời điểm này là từ các tác phẩm thế kỷ thứ 8 của Beda, người mô tả hệ thống là 1 giờ = 4 điểm = 5 điểm mặt trăng = 10 phút = 15 phần = 40 khoảnh khắc. Bede đã được cả Bartholomeus Anglicus tham khảo năm thế kỷ sau trong cuốn bách khoa toàn thư đầu tiên De Propreitatibus Rerum (Về các thuộc tính của vạn vật), cũng như Roger Bacon, khi đó khoảnh khắc được chia nhỏ thành 12 ounces mỗi nguyên tử, mặc dù không có bộ phận nào như vậy có thể được sử dụng trong quan sát với thiết bị được sử dụng tại thời điểm đó.